# 三人法庭
三人法庭，即特羅伊卡（俄语：особая тройка），是蘇聯一種由三人組成的審判委員會。通常是內務人民委员部地區首長、州黨委書記、地方政府檢察署代表等三人。蘇聯共產黨用此法庭以就地正法或任意關押嫌犯，以跳過蘇聯法律制度。但三人法庭不是司法機關，而是行政機關，因此通常屬於蘇聯內政部（內務人民委員部）。
三人法庭比袋鼠審判或作秀審判更不如，快速審判犯人，不可能採用無罪推定原則，也沒有正式的公開司法程序和定罪證據，也通常是缺席審判。大多數判決書已由審判長事先寫好了，另兩個陪席法官其實只是橡皮圖章。三人法庭訴訟中的被告幾乎不可能獲得法律援助。
這種法庭即是非法處罰的工具，它最初是作為契卡的一個機構開始的，後來在大清洗時期以無產階級專政的名義處決成千上萬的蘇聯公民。
在蘇聯紅軍內部也有三人法庭，審判曾被德軍俘虜的蘇軍。